# Ellen Schou
Ellen Schou (* 28. Juni 1886 in Kopenhagen; † 24. Juni 1972 in Radebeul) war eine dänisch-deutsche Journalistin und Übersetzerin.

## Leben und Wirken
Nachdem Schou ursprünglich Buchbinderin gelernt hatte, veröffentlichte sie ihre ersten Reisereportagen. Dies brachte sie zum Beruf einer Journalistin, als die sie sich nach dem Ersten Weltkrieg in Dresden niederließ. Sie arbeitete dort für dänische und norwegische Zeitungen als Korrespondentin. Nebenberuflich übersetzte sie Werke dänischer Autoren wie Karin Michaëlis und Herluf Bidstrup ins Deutsche.
Während der Zeit des Nationalsozialismus war Schou mit einem Berufsverbot belegt. Nach 1945 engagierte sich Schou auch politisch und trat der KPD bei. Beruflich arbeitete sie für die Sächsische Zeitung.
Schou war mit dem dänischen Schriftsteller Martin Andersen Nexø befreundet, für den sie erst einige seiner Erzählungen übersetzte und dann später die Kontrollredaktion für die Ausgabe seiner deutschsprachigen Auflage in der DDR übernahm.
Ihre letzten Jahre verbrachte Schou in der Niederlößnitz, im Radebeuler Feierabendheim Altfriedstein, wo bereits früher die mit Schou bekannte und von ihr verehrte Schriftstellerin Jeanne Berta Semmig ihren Unruhestand verbracht hatte.